# 中国软件开发实验室
中国软件开发实验室，英文缩写CSDL。是IBM全球八大开发实验室之一。分布在中华人民共和国北京、上海和中华民国台北三地。該實驗室於2005年1月成立了Rational系统部门和测试部门。